# Cabinet Michaelis
 (juin 2023).
Si vous disposez d'ouvrages ou d'articles de référence ou si vous connaissez des sites web de qualité traitant du thème abordé ici, merci de compléter l'article en donnant les références utiles à sa vérifiabilité et en les liant à la section « Notes et références ».
Le cabinet Michaelis, du nom du chancelier allemand Georg Michaelis, est en fonction du 14 juillet 1917 au 24 octobre 1917.
La nomination de ce nouveau cabinet fait suite aux exigences des députés sociaux-démocrates et catholiques, formulées au Reichstag au début du mois de juillet, d'un plus large débat sur les buts de guerre allemands et de réformes intérieures, comprenant notamment la mise en place du suffrage universel pour les élections au Landtag de Prusse. Pris entre ce mouvement et l'intransigeance de l'OHL, le chancelier Bethmann-Hollweg a dû démissionner, ce qui donne, sur le moment, une vigueur renouvelée à l'autorité des maréchaux Hindenburg et Ludendorff.
Michaelis, sans s'opposer frontalement à la motion Erzberg pour la paix votée le 19 juillet 1917 par le Reichstag, tente de s'en distancer. Proche des idées de son prédécesseur Bethmann Hollweg, il s'oppose en revanche nettement à toute réforme démocratique. Son rôle est effacé lors des mutineries de matelots qui agitent l'été 1917, et c'est finalement un vote de défiance, le 3 octobre 1917, qui abat ce gouvernement.

## Composition du cabinet
- Georg Michaelis - Chancelier impérial
- Karl Helfferich (sans parti - conservateur) - Vice-chancelier et Ministre de l'Intérieur
- Arthur Zimmermann (sans parti) - Ministre des Affaires étrangères jusqu'au 5 août 1917
- Richard von Kühlmann (sans parti) - Ministre des Affaires étrangères
- Hermann Lisco (sans parti) - Ministre de la Justice jusqu'au 5 août 1917
- Paul von Krause (de) (sans parti) - Ministre de la Justice
- Amiral Edouard von Capelle (sans parti) - Ministre de la Marine
- Rudolf Schwander (sans parti) - Ministre de l'Économie à partir du 5 août 1917
- Adolf Tortilowicz von Batocki-Friebe - Ministre de l'Alimentation jusqu'au 5 août 1917
- Wilhelm von Waldow (sans parti - conservateur) - Ministre de l'Alimentation
- Reinhold Kraetke (sans parti) - Ministre des Postes jusqu'au 5 août 1917
- Otto Rüdlin (sans parti) - Ministre des Postes
- Siegfried Graf von Roedern (sans parti) - Ministre du Trésor
- Wilhelm Solf (sans parti - libéral) - Ministre des colonies